# Beerse
Beerse es una localidad y municipio de la provincia de Amberes en Bélgica. Sus municipios vecinos son Lille, Malle, Merksplas, Rijkevorsel, Turnhout y Vosselaar. Tiene una superficie de 37,5 km² y una población en 2020 de 18.116 habitantes, siendo los habitantes en edad laboral el 64% de la población.
El municipio comprende las localidades de Beerse y Vlimmeren.

## Demografía

### Evolución
Todos los datos históricos relativos al actual municipio, el siguiente gráfico refleja su evolución demográfica, incluyendo municipios después de efectuada la fusión el 1 de enero de 1977.
| Gráfica de evolución demográfica de Beerse entre 1846 y 2020 |
|                                                              |

## Industria
Varias compañís tienen su sede en Beerse, entre otras:
- "Aurora productions", productora de plástico y papel.
- "Janssen Pharmaceutica", empresa farmacéutica fundada en 1953 por el médico Paul Janssen.
- "Centro de Investigación de Johnson & Johnson", investigación y desarrollo farmacéutico,
- "Metallo-Chimique", metalúrgica.
- "Wienerberger", fabricante de ladrillos.